# Идан Веред
Идан Веред (хебр. עידן ורד; Рамат Ган, 1. јануар 1989) је израелски фудбалер  и репрезентативац који тренутно наступа за Беитар Јерусалим.
Пре него што је стигао у Црвену звезду, наступао је искључиво за израелске клубове и то Хакоах Рамат Ган, Беитар Јерусалим и Макаби Хаифу.